# Kasserota notaticollis
Kasserota notaticollis är en insektsart som först beskrevs av Stsl 1863.  Kasserota notaticollis ingår i släktet Kasserota och familjen Lophopidae. Inga underarter finns listade i Catalogue of Life.